# Народно читалище „Просвета – 1935“
Народно читалище „Просвета – 1935“ е читалище в мелнишкото село Катунци, България. Читалището е регистрирано под № 3053 в Министерство на културата на България.
Читалището е основано в 1935 година от Димитър Сингелиев, Атанас Кузмов, Христо Марков, Илия Майгурев, Апостол Кукцев. Организирани са библиотека и театрална трупа под ръководството на Христо Янакиев, Георги Манолев и Димитър Петканин. Трупата играе „Свекърва“ на Антон Страшимиров, „Завръщане“ на Камен Калчев, „Снаха“ на Георги Караславов. Удостоено е с орден „Кирил и Методий“ II степен. С парите от представленията се купува радио.
В 1956 година местният учител Иван Велин организира хор за школувано пеене, начело с Димитър Пашев. В 1978 година е създаден ансамбъл за народни песни и танци. В 1971 година читалището се мести в самостоятелна сграда. В същата година се създава музикална школа, школа по рисуване, танци и художествено слово. Читалището има киносалон, репетиционни зали и библиотека с две читални и 36000 тома книги.